# 尚恩·墨菲
尚恩·麥可·墨菲（英語：Sean Michael Murphy，1994年10月4日—），為美國職棒大聯盟的捕手，目前效力於亞特蘭大勇士。他先前曾效力於奧克蘭運動家。

## 職業生涯

### 奧克蘭運動家
2016年美國職棒大聯盟選秀，運動家在第3輪選進墨菲。他只在亞利桑那聯盟出賽一場比賽，就升上紐約-賓州聯盟。2017年，他從低階1A出發，並在季中升上2A。該年他的打擊率為2成50，並敲出13轟。隔年他的打擊率為2成88，並敲出8轟與43分打點。2019年，他在3A敲出飛行者隊新主場的首轟。
2019年9月1日，墨菲因為擴編而進入40人名單。他在9月4日登上大聯盟，並在首打席敲出全壘打。2020年，墨菲成為運動家的主力捕手。整季他的打擊率為2成33，並敲出7轟與14分打點。2021年，他拿下生涯首座金手套獎。

### 亞特蘭大勇士
2022年12月12日，勇士、釀酒人和運動家進行三方交易。勇士獲得墨菲；釀酒人獲得威廉·康崔拉斯、Joel Payamps和Justin Yeager；運動家獲得艾斯圖瑞·魯易茲、Manny Piña、Kyle Muller、Freddy Tarnok和Royber Salinas。墨菲也隨即和勇士簽下6年7300萬美元的合約。2023年，墨菲首度入選明星賽，還擔任國聯先發捕手。

## 外部連結
- 球員資訊和成績在MLB，ESPN，Baseball-Reference，Fangraphs（英文）